# Tiercelet
Tiercelet (deutsch Lahr, luxemburgisch: Loer) ist eine französische Gemeinde mit 635 Einwohnern (Stand 1. Januar 2022) im Département Meurthe-et-Moselle in der Region Grand Est (bis 2015 Lothringen). Sie gehört zum Arrondissement Val-de-Briey und ist Mitglied im Gemeindeverband Grand Longwy Agglomération. Die Bewohner werden Tiercelins und Tiercelines genannt.

## Geografie
Die Gemeinde Tiercelet (wörtlich übersetzt: Drilling oder Kleeblatt) liegt im nördlichen Teil des Départements, etwa 24 Kilometer nördlich von Val de Briey und etwa vier Kilometer von der Grenze zu Luxemburg entfernt. Zu Tiercelet gehören die Ortsteile Cussange und Bourenne. Nachbargemeinden sind Hussigny-Godbrange im Norden, Thil im Nordosten, Villerupt im Osten, Bréhain-la-Ville im Süden und Villers-la-Montagne im Westen. Tiercelet besaß einen Bahnhof an der Bahnstrecke Valleroy–Villerupt.

## Geschichte
Der Ort wurde 1169 erstmals als Lare erwähnt. Dann: Leirs-le-Tyoix (1333), Lar (1528), Tiercelet (1793).

### Bevölkerungsentwicklung

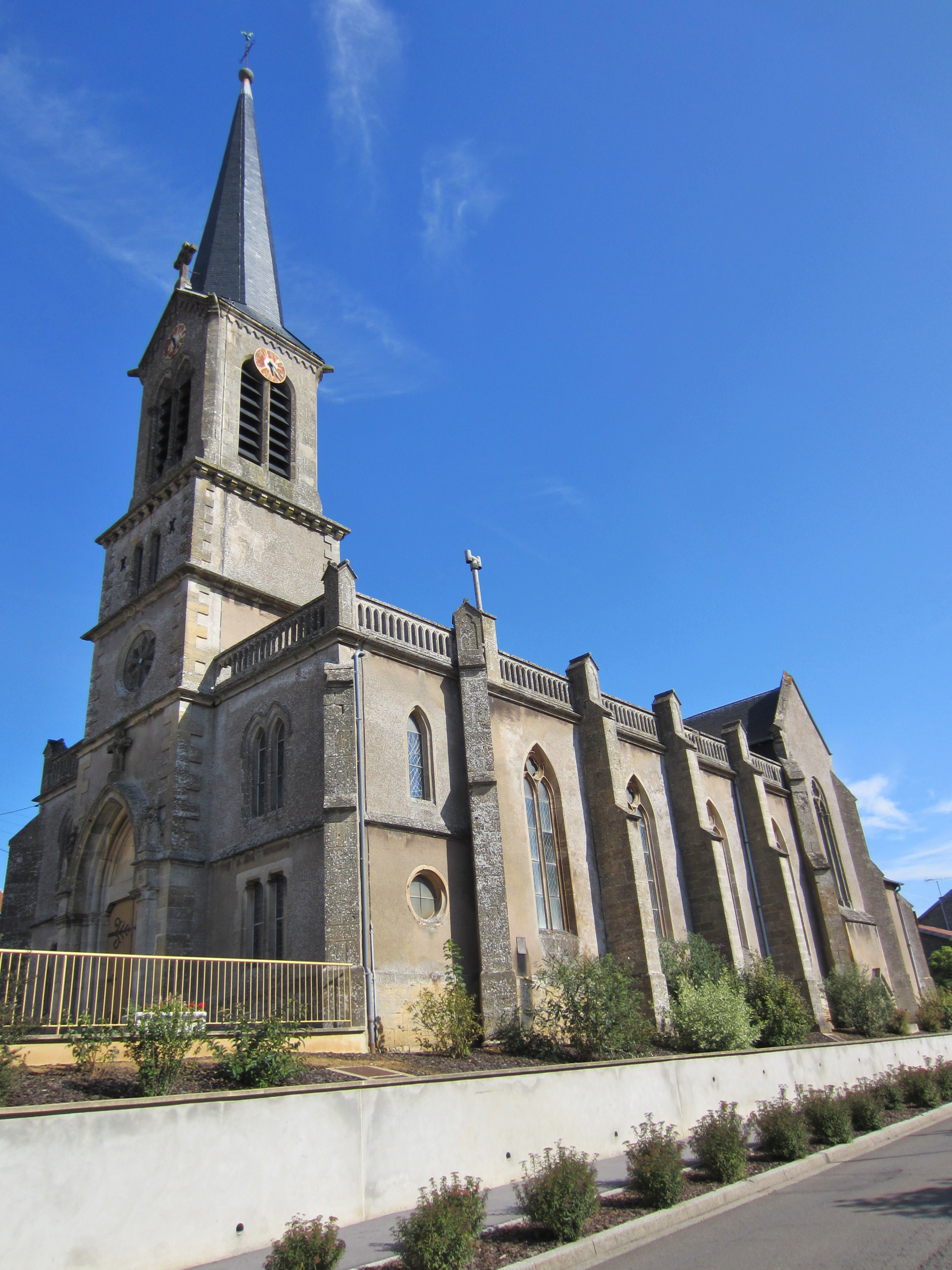
Pfarrkirche Saint-Rémy

| Jahr                       | 1962 | 1968 | 1975 | 1982 | 1990 | 1999 | 2006 | 2019 |
| -------------------------- | ---- | ---- | ---- | ---- | ---- | ---- | ---- | ---- |
| Einwohner                  | 358  | 366  | 429  | 544  | 538  | 504  | 627  | 664  |
| Quellen: Cassini und INSEE |      |      |      |      |      |      |      |      |

## Sehenswürdigkeiten
- Schloss, im 19. Jahrhundert neu errichtet
- Pfarrkirche Saint-Rémy, gegen 1670 neu erbaut, Chor und Vorchor im Jahre 1854 neu errichtet